# آندش اوبری
آندِش اوبری (به سوئدی: Anders Åberg؛ ‏ ۴ سپتامبر ۱۹۴۸ – ۸ مارس ۲۰۲۰) بازیگر اهل سوئد بود.
از جمله فیلم‌ها یا مجموعه‌های تلویزیونی که وی در آن‌ها نقش داشته‌است، می‌توان به جای نگرانی نیست و به خودت بیا، عزیزم! اشاره کرد.